# تقی برزین
تقی برزین از سیاستمداران ایرانی بود، که در دوره‌  پانزدهم بعنوان نماینده همدان  در مجلس شورای ملی حضور داشت.